# Monnaie du canton de Vaud
Pour un article plus général, voir Monnaies cantonales suisses.
La monnaie du canton de Vaud désigne l'ensemble des pièces de monnaie frappées par les autorités se trouvant sur l'actuel territoire du Pays de Vaud (canton de Vaud), des origines jusqu'à aujourd'hui.

## À la recherche de l'unité monétaire
Avant la création de l'État fédéral en 1848, et à part durant la République helvétique (1798-1803), le droit de frapper la monnaie était aux mains des cantons et demi-cantons, et les pièces étrangères étaient utilisées à plus de 80 %. Une estimation du nombre des différents types de monnaies utilisés sur le territoire suisse donne à un chiffre d'environ 860, ce qui, entraine une très grande complexité dans les échanges intercantonaux et internationaux.
En 1838, l’Encyclopédie du dix-neuvième siècle d'Ange de Saint-Priest résume la situation :
« Les batz n'ont pas la même valeur dans tous les cantons de la Suisse et en général ne sont pas reçus dans les cantons voisins de ceux où ils ont été frappés. Les voyageurs sont donc forcés de changer continuellement leurs espèces, souvent avec une forte perte. Les batz de Bâle, de Schaffhouse, de Saint-Gall sont les meilleurs de tous ; ceux de Berne, de Fribourg et de Lucerne sont les plus faibles de titre ; neuf des premiers valent dix des autres. Il est au reste facile de les distinguer, car ils portent tous les armoiries des cantons qui les ont émis. »

## Émissions

### Avant la guerre des Gaules

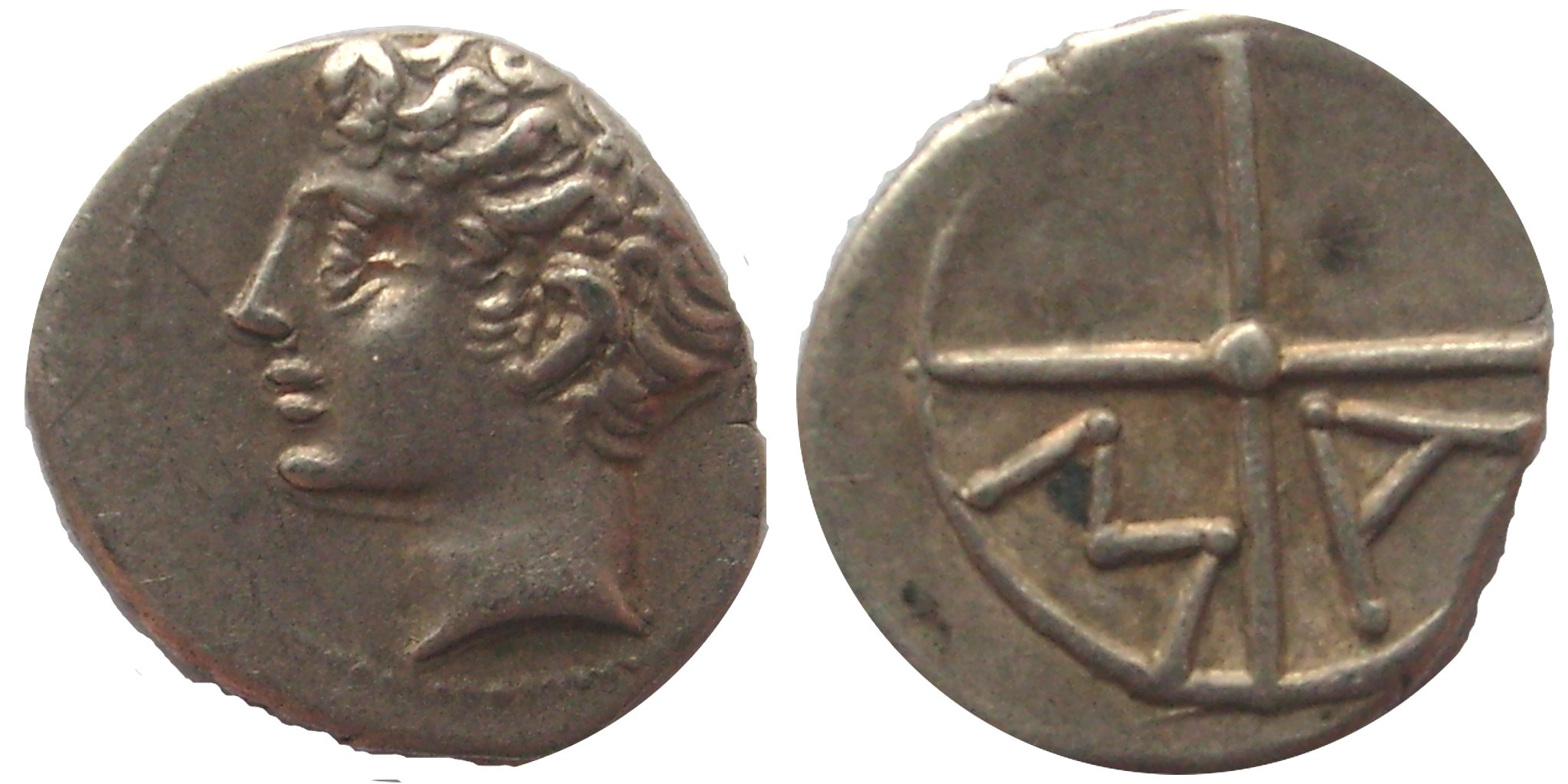
Obole de Massalia, avers et revers, frappée entre -350 et -50, argent, 0,46 g.

Les premières monnaies circulant sur le territoire vaudois sont avant tout le fait d'échanges commerciaux avec les régions limitrophes.
Les pièces les plus anciennes retrouvées dans le canton de Vaud sont les oboles de Massalia (la Marseille antique), retrouvées à Vevey et à Villeneuve. On trouve également des potins sans doute émis durant la même période.
Juste avant l'invasion romaine, les pièces se répartissent environ également entre les monnaies gauloises et les monnaies de la République romaine.
Bien qu'aucun atelier monétaire documenté n'ait officiellement existé, la découverte de deux coins monétaires gaulois à Avenches et au Mont Vully, laisse supposer que des pièces ont été produites dans cette région.

### Empire romain

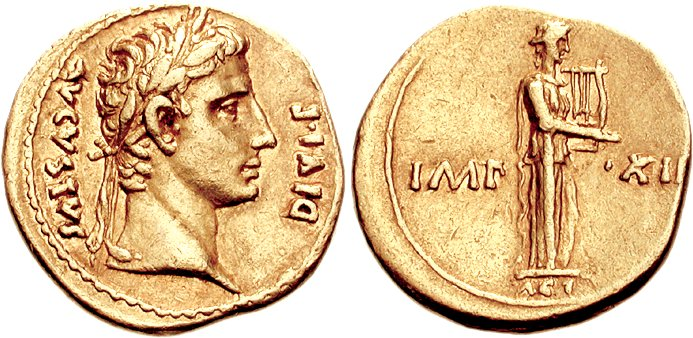
Aureus frappé sous Auguste en -10, atelier de Lyon, recto et verso, or, 7,83 g.

Une fois conquis, les peuples du territoire vaudois utilisent exclusivement la monnaie romaine, réformée à partir du règne d'Auguste.
La découverte à Vidy de 10 quinaires d'un type unique, frappés avec les mêmes coins, et attribués à Jules César, font penser que ces monnaies ont été frappées dans les environs, probablement à Nyon. Il s'agirait du seul exemple de monnaie romaine frappée sur territoire vaudois.
Le déclin de son utilisation n'est que très progressif et s'étale des premières invasions barbares en 260 à la chute de l'Empire romain d'occident en 476.

### Avant 1011

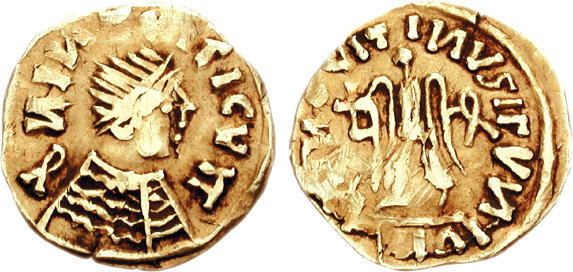
Triens mérovingien, atelier de la Cité de Lausanne, frappé entre 560 et 585.

Le pays de Vaud a successivement fait partie de la Burgondie puis du Royaume de Bourgogne (534-843).
Un premier atelier monétaire a existé à Avenches, et a frappé des triens (tiers de sou) au nom du monnayeur « Agiulfus ». Celui-ci fut déplacé dans la Cité de Lausanne, en même temps que tout l'évêché, sous la pression des invasions Alamanes, vers la fin du VIe siècle.
Un atelier monétaire situé à Lausanne frappe des triens pour le roi mérovingien Gontran 1er
Des deniers au nom de Conrad III de Bourgogne ont été frappés dans un atelier monétaire d'Orbe.
Entre 800 et 924, le système monétaire est celui de l'Empire carolingien.

### De 1011 à 1536

#### Évêché de Lausanne
Le droit de battre monnaie de l'évêché de Lausanne découle de la cession des droits régaliens par Rodolphe III de Bourgogne du 25 août 1011.

##### Pièces anonymes

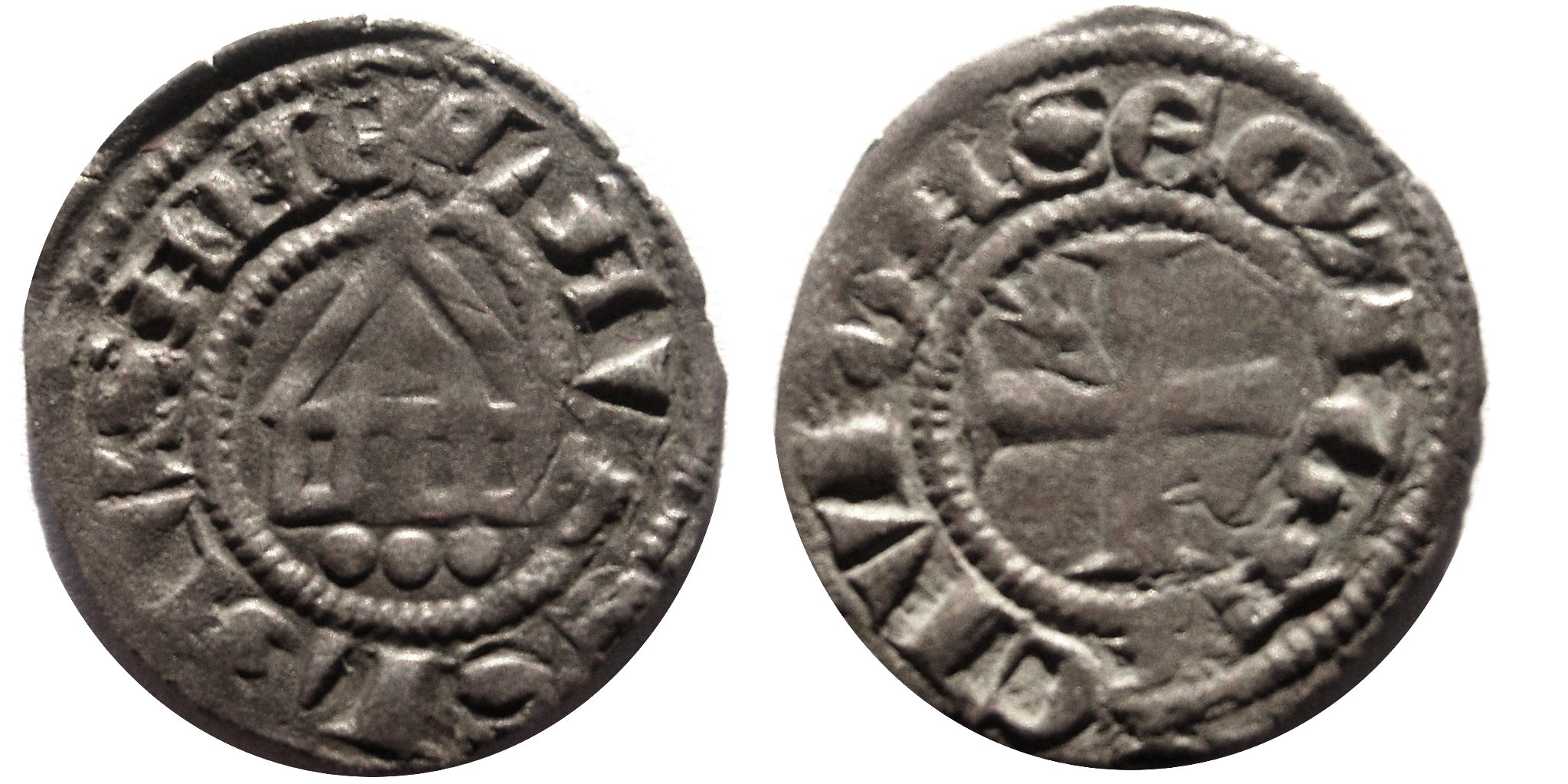
Denier anonyme au temple, Évêché de Lausanne, XIIIe siècle.

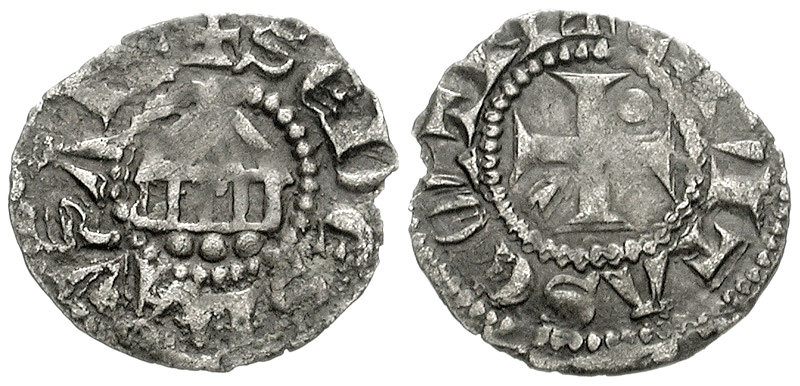
Obole anonyme au temple, Évêché de Lausanne, XIIIe siècle.

Les pièces produites sont dans un premier temps anonymes.
Les plus courants sont les deniers dits "au temple". La légende en est SEDES LAVSANE (siège (sous-entendu de l'évêché) de Lausanne, en latin), et CIVITAS EQ'STRI (Cité équestre).
Il existe d'autres types moins fréquents : de la Bourgogne Transjurane, à la crosse, à la légende "BEATA VIRGO", temple à 5 ou 7 colonnes.
Le denier semble avoir été la valeur de prédilection de ces émissions, il existe cependant aussi des oboles aux mêmes types, valant moitié moins.
Le poids est environ d'un gramme pour les denier et d'un demi gramme pour les oboles.

##### Guy de Prangins1375-1394
Cet évêque fit frapper, en plus des deniers, des demi-gros (6 deniers) et des mailles (½ denier). Il fut également le premier à signer ses pièces.

##### Guillaume de Menthonay1394-1406
Il continue la réforme monétaire de son prédécesseur. Son ordonnance datée du 28 mars 1396 montre que ses pièces sont très similaires à celles de Savoie.
La légende CIVITAS EQ'STRI disparait définitivement au profit de CIVITAS LAVSANE.
Les pièces suivantes nous sont parvenues: Demi-gros, Tresels (3 deniers), Forts (1½ denier), deniers et demi-forts.

##### Guillaume de Challant1406-1431
Il continue à effectuer des frappes similaires à son prédécesseur, et vers 1420 effectue une réforme monétaire pour rapprocher ses monnaies de celles de Savoie. Le rapport était de 30 unités anciennes = 17 unités nouvelles. Les anciennes pièces continuent cependant de circuler.

##### Jean de Prangins1433-1440
Un type de denier anonyme au type dit "à la rosace" serait à lui attribuer.

##### Georges de Saluces1440-1461

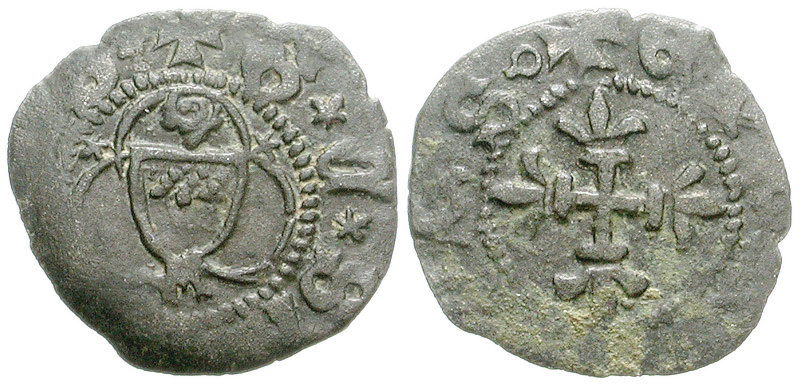
Denier de Georges de Saluces.

L'atelier monétaire recommence à fonctionner en 1449. Peu après 1457 il introduit des Parpaiolles et demi-parpaiolles sur le modèle de la Savoie. Ses pièces sont abondantes, de bon aloi et donc même acceptées à Berne et en Savoie.

##### Guillaume de Varax1462-1466
Continuation de la frappe de monnaies au système savoyard.

##### Jean de Michaëlis1466-1468
Un seul denier connu.

##### Barthélemy Chuet, administrateur 1469-1472

Armoiries de Barthélémy Chuet.

Continuation de la frappe au système de la Savoie.

##### Julien de Rovère, 1472-1473, futur pape Jules II, 1503-1513
Seules deux pièces lui étant attribuées nous sont parvenues.

##### Benoît de Montferrand1476-1491

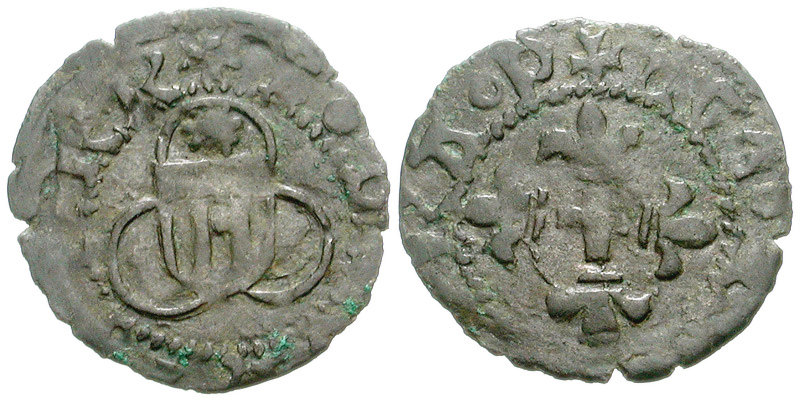
Denier de Benoît de Montferrand.

L'atelier monétaire fut transféré à Avenches à la suite des troubles de Lausanne en 1482 ou 1483. Les pièces qui nous sont parvenues nous montrent une monnaie débasée.

##### Aymon de Montfalcon1491-1517
Frappe nombreuse, vu le nombre de variétés présente dans ses pièces.

##### Sébastien de Montfalcon1517-1536/60
Monnaie très nombreuse, ressemblant aux pièces circulant alors et de mauvais aloi. Ses monnaies sont décriées dans toutes les régions limitrophes. En 1540, un employé de la monnaie de France recueillit près de 90 000 pièces du type " lyards à la Notre Dame" pour les refondre.

##### Fin des émissions de l'évêché
Le droit de battre monnaie fut perdu lors de la conquête de Vaud par le canton de Berne en 1536. Une demande des bourgeois de Lausanne de récupérer ce droit fut rejeté par les autorités bernoises

#### Baronnie de Vaud
Le roi Rodolphe de Habsbourg donne le droit de frapper monnaie le 5 mai 1284 au baron de Vaud Louis Ier (1285 - 1302) suivi de son fils Louis II (1302 - 1349). Ils frappèrent des oboles.
L'atelier monétaire se trouvait dans un premier temps à Thierrens, puis fut déplacé à Nyon.
La baronnie de Vaud fut cédée au duc Amédée VI de Savoie en 1359.

### De 1536 à 1798

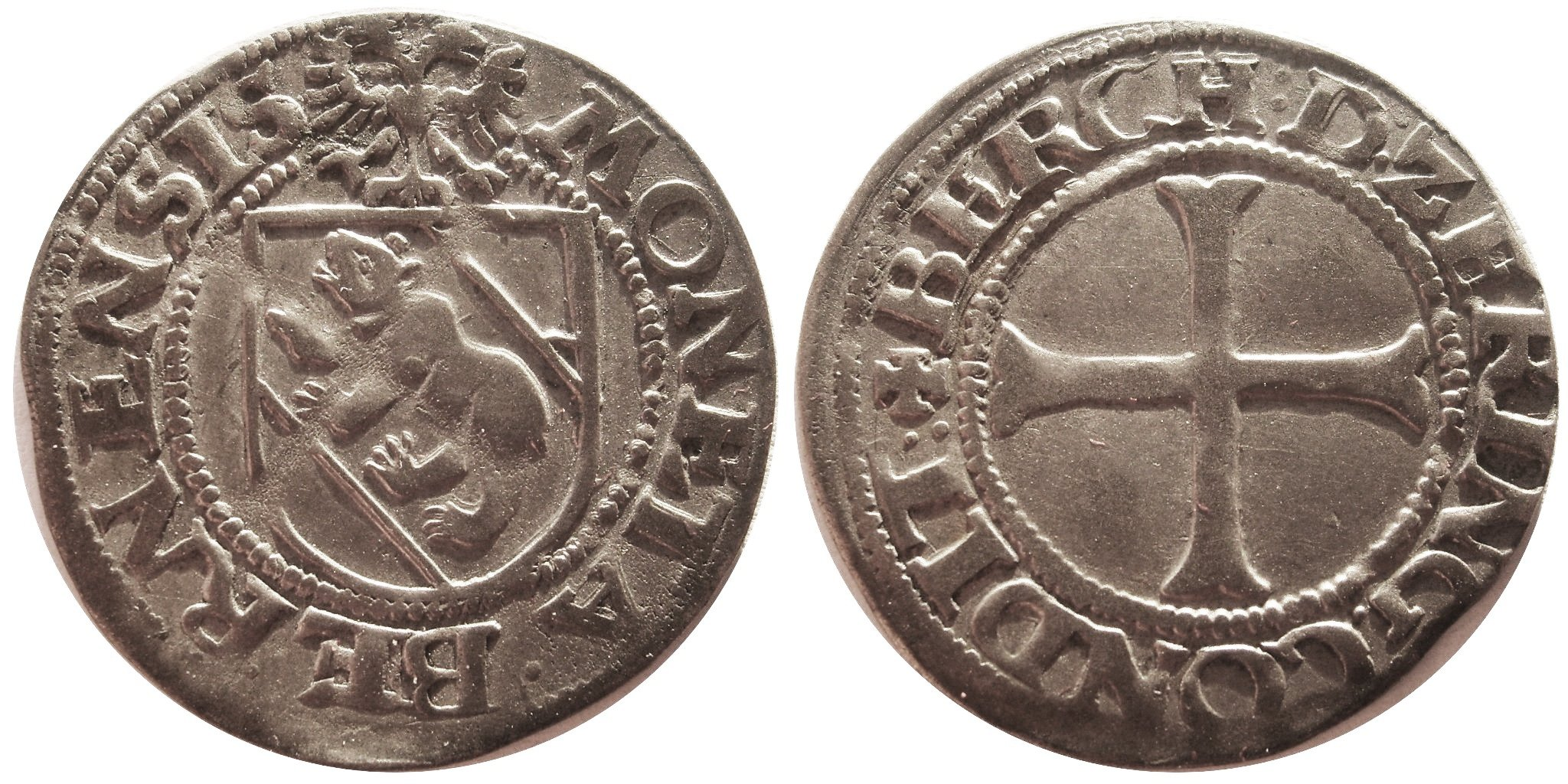
Pièce de 1 batz, Canton de Berne, XVIe siècle

Le jeu du commerce étant tel que le pays de Vaud était très fortement lié aux relations marchandes avec la Savoie. Les deux systèmes étant différents, ce fut donc avant tout les monnaies au pied savoyard (y compris les anciennes monnaies de l'évêché de Lausanne) qui circulèrent après l'invasion Bernoise de 1536. Ce n'est dans les faits que vers le milieu du XVIIe siècle que la monnaie de Berne réussit à s'imposer en pays vaudois[réf. nécessaire].
La pièce dénommée Kreutzer en usage entre autres dans le Palatinat, en Autriche et en Suisse, où elle vaut ¼ de Batz se prononce alternativement [kryʃ] et s'écrit Cruche en français. D'autres orthographes possibles sont Kreuzer, Creuzer, Creutzer.
Du XVIe au XVIIIe siècle, deux systèmes monétaires cohabitent. Le système lausannois, qui est en fait identique à celui du duché de Savoie, et le système bernois qui est un mélange du système carolingien avec l'ajout des Gulden, Batzen et Kreuzer. Le taux entre ces deux systèmes variera de 1536 jusqu'à la conférence monétaire du 3 décembre 1590 de Fribourg où le taux de 1 batz bernois est fixé à 3 sols lausannois. Ce taux ne bougera plus jusqu'en 1798. Le Pays-de-Vaud est alors en présence d'un aggrégat monétaire où les deux systèmes sont utilisés indifféremment l'un de l'autre.
Durant cette période, l'usage de la monnaie métallique est à placer sur deux niveaux. Il existe en effet les petites et les grosses espèces. Les petites espèces sont les pièces faites notamment en billon, en bronze et en cuivre. Elles ne contiennent, en général, que peu de fin d'argent ou autre métal précieux. Elles servent aux échanges quotidiens et sont, en général, utilisée sur un territoire donné et ne voyagent pas ou peu. Les grosses espèces, quant à elles, sont celles d'or ou d'argent qui contiennent un titre élevé de métal fin. Ces monnaies s'échangent pour leur poids et leur teneur de métal fin. Elles sont en général utilisées dans les échanges et paiements internationaux. Le cours d'échange entre les petites et les grosses espèces est variable et change au cours du temps. Ainsi, par exemple, un écu d'or au soleil s'échange contre 56 sols de Lausanne en 1545, et contre 111 sols de Lausanne en 1612. Un autre exemple, le doublon d'Espagne s'échange contre 300 sols de Lausanne en 1643, et contre 381 sols de Lausanne en 1777.

#### Système monétaire lausannois
Le tableau ci-dessous donne la valeur nominale des pièces de monnaie dans le système monétaire lausannois.
| écu (petit écu) | livre | florin (florin petit poids) | sol (gros) | cart (quart) | fort | denier | obole (maille) | poise (pite) |
| --------------- | ----- | --------------------------- | ---------- | ------------ | ---- | ------ | -------------- | ------------ |
| 1               | 3     | 5                           | 60         | 240          | 480  | 720    | 1 440          | 2 880        |
|                 | 1     | 1⅔                          | 20         | 80           | 160  | 240    | 480            | 960          |
|                 |       | 1                           | 12         | 48           | 96   | 144    | 288            | 576          |
|                 |       |                             | 1          | 4            | 8    | 12     | 24             | 48           |
|                 |       |                             |            | 1            | 2    | 3      | 6              | 12           |
|                 |       |                             |            |              | 1    | 1½     | 3              | 6            |
|                 |       |                             |            |              |      | 1      | 2              | 4            |
|                 |       |                             |            |              |      |        | 1              | 2            |
|                 |       |                             |            |              |      |        |                | 1            |

#### Système monétaire bernois
Le tableau ci-dessous donne la valeur nominale des pièces de monnaie dans le système monétaire bernois.
| Thaler (écu blanc) | Krone (écu bon) | Gulden (florin) | Franken (franc) | Pfund (livre) | Batzen (batz) | Schilling (sol) | Lutzer (sol de Lucerne) | Kreuzer (cruche) | Vierer (quart) | Angster (angster) | Pfennig (denier) |
| ------------------ | --------------- | --------------- | --------------- | ------------- | ------------- | --------------- | ----------------------- | ---------------- | -------------- | ----------------- | ---------------- |
| 1                  | 1⅕              | 2               | 3               | 4             | 30            | 80              | 90                      | 120              | 240            | 480               | 960              |
|                    | 1               | 1⅔              | 2½              | 3⅓            | 25            | 66⅔             | 75                      | 100              | 200            | 400               | 800              |
|                    |                 | 1               | 1½              | 2             | 15            | 40              | 45                      | 60               | 120            | 240               | 480              |
|                    |                 |                 | 1               | 1⅓            | 10            | 26⅔             | 30                      | 40               | 80             | 160               | 320              |
|                    |                 |                 |                 | 1             | 7½            | 20              | 22½                     | 30               | 60             | 120               | 240              |
|                    |                 |                 |                 |               | 1             | 2⅔              | 3                       | 4                | 8              | 16                | 32               |
|                    |                 |                 |                 |               |               | 1               | 1⅛                      | 1½               | 2              | 6                 | 12               |
|                    |                 |                 |                 |               |               |                 | 1                       | 1⅓               | 2⅔             | 5⅓                | 10⅔              |
|                    |                 |                 |                 |               |               |                 |                         | 1                | 2              | 4                 | 8                |
|                    |                 |                 |                 |               |               |                 |                         |                  | 1              | 2                 | 4                |
|                    |                 |                 |                 |               |               |                 |                         |                  |                | 1                 | 2                |
|                    |                 |                 |                 |               |               |                 |                         |                  |                |                   | 1                |

#### Agrégat monétaire vaudois
Le tableau ci-dessous donne la valeur nominale des pièces de monnaie dans l'agrégat monétaire vaudois.
| Thaler (écu blanc) | Krone (écu bon) | écu (petit) | Gulden (florin bernois) | Franken (franc) | Pfund (livre bernoise) | livre (lausannoise) | florin (petit poids) | Batzen (batz) | Schilling (sol bernois) | sol (gros lausannois, Lutzer) | Kreuzer (cruche) | quart | Heller (denier bernois) | denier (lausannois) |
| ------------------ | --------------- | ----------- | ----------------------- | --------------- | ---------------------- | ------------------- | -------------------- | ------------- | ----------------------- | ----------------------------- | ---------------- | ----- | ----------------------- | ------------------- |
| 1                  | 1⅕              | 1½          | 2                       | 3               | 4                      | 4½                  | 7½                   | 30            | 80                      | 90                            | 120              | 360   | 960                     | 1 080               |
|                    | 1               | 1¼          | 1⅔                      | 2½              | 3⅓                     | 3¾                  | 6¼                   | 25            | 66⅔                     | 75                            | 100              | 300   | 800                     | 900                 |
|                    |                 | 1           | 1⅓                      | 2               | 2⅔                     | 3                   | 5                    | 20            | 53⅓                     | 60                            | 80               | 240   | 640                     | 720                 |
|                    |                 |             | 1                       | 1½              | 2                      | 2¼                  | 3¾                   | 15            | 40                      | 45                            | 60               | 180   | 480                     | 540                 |
|                    |                 |             |                         | 1               | 1⅓                     | 1½                  | 2½                   | 10            | 26⅔                     | 30                            | 40               | 120   | 320                     | 360                 |
|                    |                 |             |                         |                 | 1                      | 1⅛                  | 1⅞                   | 7½            | 20                      | 22½                           | 30               | 90    | 240                     | 270                 |
|                    |                 |             |                         |                 |                        | 1                   | 1⅔                   | 6⅔            | 17⁷⁄₉                   | 20                            | 26⅔              | 80    | 213⅓                    | 240                 |
|                    |                 |             |                         |                 |                        |                     | 1                    | 4             | 10⅔                     | 12                            | 16               | 48    | 128                     | 144                 |
|                    |                 |             |                         |                 |                        |                     |                      | 1             | 2⅔                      | 3                             | 4                | 12    | 32                      | 36                  |
|                    |                 |             |                         |                 |                        |                     |                      |               | 1                       | 1⅛                            | 1½               | 4½    | 12                      | 13½                 |
|                    |                 |             |                         |                 |                        |                     |                      |               |                         | 1                             | 1⅓               | 4     | 10⅔                     | 12                  |
|                    |                 |             |                         |                 |                        |                     |                      |               |                         |                               | 1                | 3     | 8                       | 9                   |
|                    |                 |             |                         |                 |                        |                     |                      |               |                         |                               |                  | 1     | 2⅔                      | 3                   |
|                    |                 |             |                         |                 |                        |                     |                      |               |                         |                               |                  |       | 1                       | 1⅛                  |
|                    |                 |             |                         |                 |                        |                     |                      |               |                         |                               |                  |       |                         | 1                   |

### De 1798 à 1803

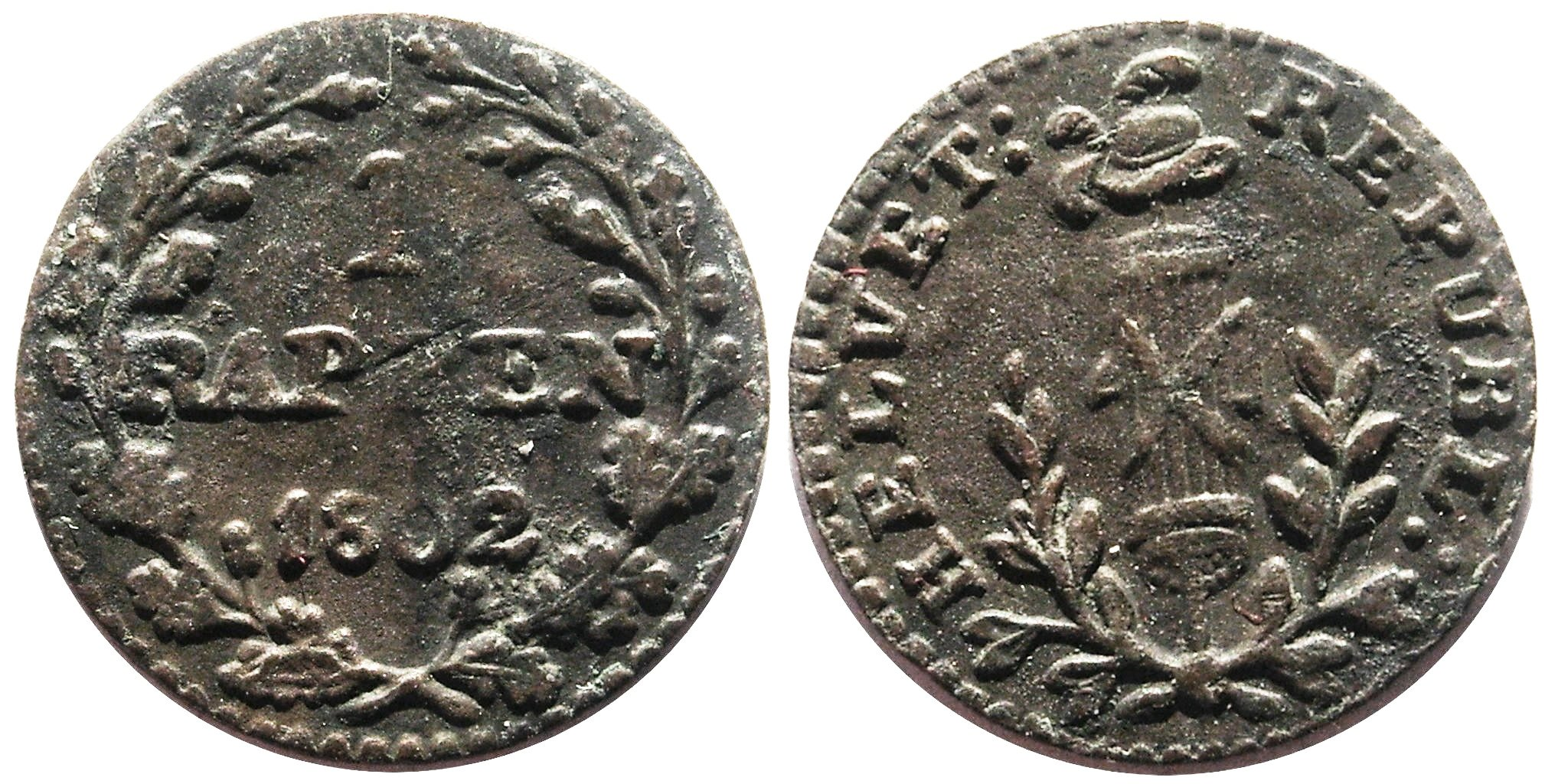
Pièce de 1 rappe, république helvétique, 1802.

Monnaie de la République helvétique, à l'exception de la pièce suivante.
De janvier 1798 au 30 mai de la même année, les districts d'Avenches et de Payerne formèrent avec Morat et la partie francophone de Fribourg l'éphémère canton de Sarine et Broye, qui frappa des pièces de 42 Kreuzers.
Ces pièces de mauvais aloi furent mises hors-cours en date du 1er janvier 1801, et échangées jusqu'à cette date au taux de 10 Batz par pièce,.

### De 1803 à 1850
Le canton de Vaud a émis des pièces de monnaie de 1804 à 1846, avant qu'elles ne soient remplacées par le franc suisse en 1850.
Une importante partie des coins monétaires, contremarques et essais se trouvent actuellement au musée monétaire cantonal à Lausanne.

#### De 1803 à 1824
Il faut attendre l'Acte de médiation de 1803 et la création du canton de Vaud pour que les Vaudois récupèrent le privilège de battre monnaie, et recommencent à produire des pièces dès 1804.
Les unités utilisées étaient le franc[Lequel ?] ou livre, divisé en 10 batz, eux-mêmes divisés en 10 rappen.
Dans le canton de Vaud, le mot batz se prononce alternativement [baːʃ] et s'écrit « bache » en français ou [baːt͡s], respectivement Batse en francoprovençal. Toutefois, l'écriture Batz reste en vigueur dans les textes officiels tel que le concordat monétaire de 1825.
Jusqu'en 1825, le titre des monnaies vaudoises en argent est légèrement inférieur à celui des monnaies bernoises. Cela est dû au fait qu'on tirait d'un marc plus de pièces qu'autorisé et le peu de contrôle n'a pas permis d'empêcher cela. Le tableau ci-dessous compare le titre des monnaies bernoises et vaudoises :
|           | Monnaie bernoise (titre en ‰) | Monnaie vaudoise (titre en ‰) |
| 1 Rappe   | 42                            | 41                            |
| 2½ Rappes | 42                            | 41                            |
| ½ Batz    | 115                           | 80                            |
| 1 Batz    | 180                           | 160                           |
| 5 Batz    | 756                           | 671                           |
| 10 Batz   | 841                           | 902                           |
| 20 Batz   | 906                           | 901½                          |
| 40 Batz   | 908                           | 905                           |

Exception est faite pour les pièces de 10 Batz dont le graveur, Monsieur Bel-Bessières, a utilisé des écus de 5 francs.

#### Le concordat monétaire de 1825 à 1847
En 1825, le canton de Vaud rejoint le concordat des monnaies cantonales suisses. Celui-ci prévoit des types de pièces de monnaie unifiées de 5, 2½, 1 et ½ Batz et 1 Kreuzer (= ¼ Batz). La raison de ce concordat est une mauvaise santé financière des États membres de la diète confédérale. Les principaux buts du concordat étaient de retirer une partie des petites espèces en billon mises en circulation en trop grandes quantités qui dévaluaient les grosses espèces d'argent. En effet, l'opposition entre petites et grosses espèces était toujours en vigueur. Or, le fait d'écrire la valeur nominale sur la pièce est en quelque sorte incompatible avec cette distinction qui fait varier le cours de change des monnaies de billon avec celles d'argent. Plusieurs mesures sont donc prises dans le concordat. La première fixe la valeur du franc suisse à 125¹⁵⁴³⁄₃₀₀₀ grain de France d'argent fin ou 8¹⁄₁₀ grain de France d'or fin, soit respectivement 6,667 grammes d'argent fin ou 0,430 grammes d'or fin, sachant qu'un grain de France étant ¹⁄₄₆₀₈ du marc de Paris, soit 5,311 × 10−2 g. Cela porte la valeur de 1 franc suisse à 1 Livre. Une autre mesure consiste à limiter l'usage du billon pour les échanges de capitaux et pour les lettres de change. Ainsi, au maximum 5 % de billon pouvaient être utilisés pour ces transactions. D'autres mesures ont été entreprises comme le retrait de monnaie de billon. Pour le canton de Vaud, le concordat ratifie le retrait de 12 866,00 Livres en pièces de ½ Batz et 6 433,00 Livres en pièces de 5 Batz, soit un total de 19 299,00 Livres.
Table des cantons ayant frappé des monnaies du concordat, valeur en Batz :
|          | ¼ | ½ | 1 | 2½ | 5 |
| -------- | - | - | - | -- | - |
| Argovie  | x | x | x |    | x |
| Bâle     |   | x | x |    | x |
| Berne    |   | x | x | x  | x |
| Fribourg | x | x | x |    | x |
| Soleure  | x | x | x | x  | x |
| Vaud     |   |   | x |    | x |

#### 40 Batz
| \| 40 Batz, canton de Vaud \|                                                                                                | \| 40 Batz, canton de Vaud \|                                                                                                | \| 40 Batz, canton de Vaud \| | \| 40 Batz, canton de Vaud \| | \| 40 Batz, canton de Vaud \| |
| --- | --- | --- | --- | ----------------------------- |
| | | | |                               |
| Avers : CANTON DE VAUD, 1812, Ecusson Vaudois surmonté d'une couronne de chêne, flanqué de branches de vigne et épis de blé. | Avers : CANTON DE VAUD, 1812, Ecusson Vaudois surmonté d'une couronne de chêne, flanqué de branches de vigne et épis de blé. | Revers : CONFEDERATION SUISSE, 40 BATZ, Guerrier debout, tenant une hallebarde de la main gauche, appuyé sur un écusson portant l'inscription XIX CANT. | Revers : CONFEDERATION SUISSE, 40 BATZ, Guerrier debout, tenant une hallebarde de la main gauche, appuyé sur un écusson portant l'inscription XIX CANT. |                               |
| Masse 29,25 g en moyenne | Alliage Argent 905 ‰ | Diamètre 40 mm | Épaisseur |                               |
| Artiste(s) | Artiste(s) | Tranche Feuilles de laurier | Tranche Feuilles de laurier |                               |
| Millésimes 1812 | Millésimes 1812 | Tirage 1813: 517, 1817: 1 321, 1846: 647. Total : 2 485 pièces. Retirés en 1851 : 616 pièces                                                            | Tirage 1813: 517, 1817: 1 321, 1846: 647. Total : 2 485 pièces. Retirés en 1851 : 616 pièces                                                            |                               |
| | | | |                               |
| Remarques – L'année sur la pièce (1812) ne correspond pas aux années de frappe.                                              | | | |                               |
| 40 Batz, canton de Vaud | | | |                               |

#### Pièces contremarquées 39 Batz

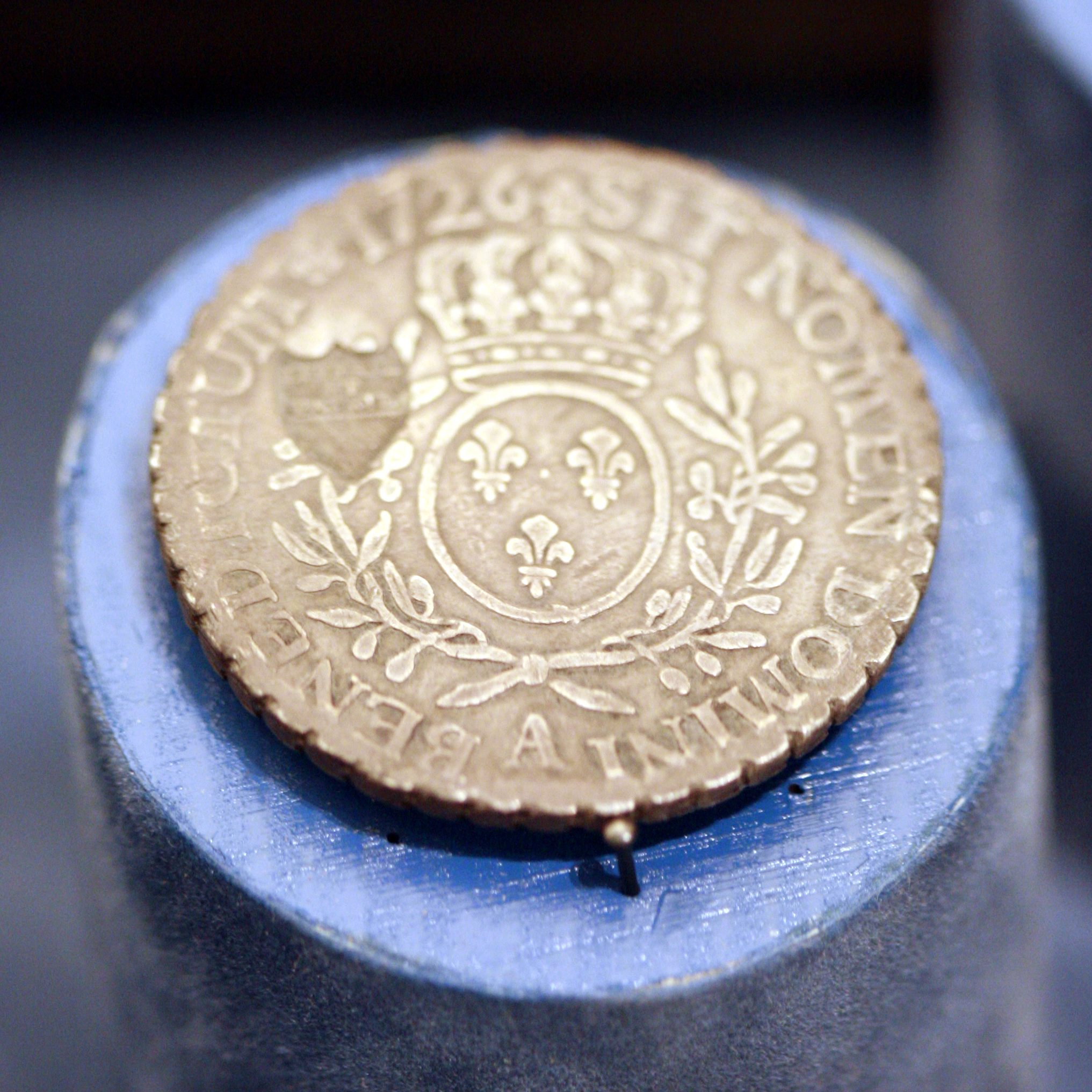
Écu aux lauriers avec contremarque vaudoise

À la suite de l'introduction du franc français, un afflux d'anciennes pièces royales Françaises est constatée dans l'ouest de la Suisse. Afin de garantir un poids minimum de 542 Grains, le conseil d'état Vaudois décide le 4 mars 1830 de contremarquer les pièces atteignant ce poids. Ces contremarques sont retrouvées sur les types de pièces de six livres, les écus aux lauriers et les écus conventionnels.
- Ces pièces sont rares, et il existe des falsifications ;
- Il existe au moins deux types de contremarques (légende dans l'écusson légèrement différente) ;
- Les mêmes pièces étaient contremarquées à 40 batz dans le canton de Berne ;
- Il existe un exemplaire de pièce avec les deux contremarques des cantons de Vaud et de Berne ;

#### 20 Batz
| \| 20 Batz, canton de Vaud \| | \| 20 Batz, canton de Vaud \| | \| 20 Batz, canton de Vaud \| | \| 20 Batz, canton de Vaud \| | \| 20 Batz, canton de Vaud \| |
| --- | --- | --- | --- | ----------------------------- |
| | | | |                               |
| Avers : CANTON DE VAUD, millésime, Ecusson Vaudois surmonté d'une couronne de chêne, flanqué de branches de vigne et épis de blé | Avers : CANTON DE VAUD, millésime, Ecusson Vaudois surmonté d'une couronne de chêne, flanqué de branches de vigne et épis de blé | Revers : CONFEDERATION SUISSE, 20 BATZ, Guerrier debout, tenant une hallebarde de la main gauche, appuyé sur un écusson portant l'inscription XIX CANT | Revers : CONFEDERATION SUISSE, 20 BATZ, Guerrier debout, tenant une hallebarde de la main gauche, appuyé sur un écusson portant l'inscription XIX CANT |                               |
| Masse 14,70 g en moyenne | Alliage Argent 901 ¹⁄₂ ‰ | Diamètre 35 mm | Épaisseur |                               |
| Artiste(s) | Artiste(s) | Tranche Feuilles de laurier | Tranche Feuilles de laurier |                               |
| Millésimes 1810 et 1811 | Millésimes 1810 et 1811 | Tirage 1810: 2 990, 1811: 1 328, 1817: 1 090, 1846: 1 182. Total : 6 590 pièces. Retirés en 1851 : 4 036 pièces                                        | Tirage 1810: 2 990, 1811: 1 328, 1817: 1 090, 1846: 1 182. Total : 6 590 pièces. Retirés en 1851 : 4 036 pièces                                        |                               |
| | | | |                               |
| Remarques – Le millésime de la pièce ne correspond pas nécessairement aux années de frappe.                                      | | | |                               |
| 20 Batz, canton de Vaud | | | |                               |

#### 10 Batz
| \| 10 Batz, type 1804, canton de Vaud \|                                      | \| 10 Batz, type 1804, canton de Vaud \|                                      | \| 10 Batz, type 1804, canton de Vaud \| | \| 10 Batz, type 1804, canton de Vaud \| | \| 10 Batz, type 1804, canton de Vaud \| |
| ----------------------------------------------------------------------------- | ----------------------------------------------------------------------------- | --- | --- | ---------------------------------------- |
|                                                                               |                                                                               | | |                                          |
| Avers : CANTON DE VAUD, 1804, écusson vaudois avec légende LIBERTE ET PATRIE. | Avers : CANTON DE VAUD, 1804, écusson vaudois avec légende LIBERTE ET PATRIE. | Revers : 10 Batz dans une couronne de chêne. | Revers : 10 Batz dans une couronne de chêne. |                                          |
| Masse 7,45 g en moyenne                                                       | Alliage Argent 902 ‰                                                          | Diamètre 30 mm | Épaisseur |                                          |
| Artiste(s)                                                                    | Artiste(s)                                                                    | Tranche Feuilles de laurier | Tranche Feuilles de laurier |                                          |
| Millésimes 1804                                                               | Millésimes 1804                                                               | Tirage 1804 : 1 234 pièces, 1810 et 1811: 4 197 pièces, 1823: 6 198 pièces. Total 11 700. Retirés en 1851 : 19 263 pièces de 10 Batz et 1 franc. | Tirage 1804 : 1 234 pièces, 1810 et 1811: 4 197 pièces, 1823: 6 198 pièces. Total 11 700. Retirés en 1851 : 19 263 pièces de 10 Batz et 1 franc. |                                          |
| 10 Batz, type 1804, canton de Vaud                                            |                                                                               | | |                                          |

| \| 10 Batz, type 1810, canton de Vaud \| | \| 10 Batz, type 1810, canton de Vaud \| | \| 10 Batz, type 1810, canton de Vaud \| | \| 10 Batz, type 1810, canton de Vaud \| | \| 10 Batz, type 1810, canton de Vaud \| |
| --- | --- | --- | --- | ---------------------------------------- |
| | | | |                                          |
| Avers : CANTON DE VAUD, Millésime, écusson vaudois avec légende LIBERTE ET PATRIE, surmonté d'une couronne de chêne, flanqué de vignes et de blé. | Avers : CANTON DE VAUD, Millésime, écusson vaudois avec légende LIBERTE ET PATRIE, surmonté d'une couronne de chêne, flanqué de vignes et de blé. | Revers : CONFEDERATION SUISSE, 10.BATZ, Guerrier debout, tenant une hallebarde de la main gauche et un écusson portant l'inscription XIX CANT de la main droite. | Revers : CONFEDERATION SUISSE, 10.BATZ, Guerrier debout, tenant une hallebarde de la main gauche et un écusson portant l'inscription XIX CANT de la main droite. |                                          |
| Masse 7,45 g en moyenne | Alliage Argent 902 ‰ | Diamètre 30 mm | Épaisseur 1,4 mm |                                          |
| Artiste(s) | Artiste(s) | Tranche Feuilles de laurier | Tranche Feuilles de laurier |                                          |
| Millésimes 1810 et 1811 | Millésimes 1810 et 1811 | Tirage 1804 : 1 234 pièces, 1810 et 1811: 4 197 pièces, 1823: 6 198 pièces. Total 11 700. Retirés en 1851 : 19 263 pièces de 10 Batz et 1 franc.                 | Tirage 1804 : 1 234 pièces, 1810 et 1811: 4 197 pièces, 1823: 6 198 pièces. Total 11 700. Retirés en 1851 : 19 263 pièces de 10 Batz et 1 franc.                 |                                          |
| 10 Batz, type 1810, canton de Vaud | | | |                                          |

| \| 10 Batz, type 1823, canton de Vaud \| | \| 10 Batz, type 1823, canton de Vaud \| | \| 10 Batz, type 1823, canton de Vaud \| | \| 10 Batz, type 1823, canton de Vaud \| | \| 10 Batz, type 1823, canton de Vaud \| |
| --- | --- | --- | --- | ---------------------------------------- |
| | | | |                                          |
| Avers : CANTON DE VAUD, 1823, écusson vaudois avec légende LIBERTE ET PATRIE, surmonté d'une couronne de chêne, flanqué de vignes et de blé. | Avers : CANTON DE VAUD, 1823, écusson vaudois avec légende LIBERTE ET PATRIE, surmonté d'une couronne de chêne, flanqué de vignes et de blé. | Revers : CONFEDERATION SUISSE, 10.BATZ, Guerrier debout, tenant une hallebarde de la main gauche et un écusson portant l'inscription XXII CANT de la main droite. | Revers : CONFEDERATION SUISSE, 10.BATZ, Guerrier debout, tenant une hallebarde de la main gauche et un écusson portant l'inscription XXII CANT de la main droite. |                                          |
| Masse 7,45 g en moyenne | Alliage Argent 902 ‰ | Diamètre 30 mm | Épaisseur 1,4 mm |                                          |
| Artiste(s) | Artiste(s) | Tranche Feuilles de laurier | Tranche Feuilles de laurier |                                          |
| Millésimes 1823 | Millésimes 1823 | Tirage 1804 : 1 234 pièces, 1810 et 1811: 4 197 pièces, 1823: 6 198 pièces. Total 11 700. Retirés en 1851 : 19 263 pièces de 10 Batz et 1 franc.                  | Tirage 1804 : 1 234 pièces, 1810 et 1811: 4 197 pièces, 1823: 6 198 pièces. Total 11 700. Retirés en 1851 : 19 263 pièces de 10 Batz et 1 franc.                  |                                          |
| 10 Batz, type 1823, canton de Vaud | | | |                                          |

#### 1 Franc
| \| 1 Franc, canton de Vaud \| | \| 1 Franc, canton de Vaud \| | \| 1 Franc, canton de Vaud \| | \| 1 Franc, canton de Vaud \| | \| 1 Franc, canton de Vaud \| |
| --- | --- | --- | --- | ----------------------------- |
| | | | |                               |
| Avers : CANTON DE VAUD, 10 AOUT 1845, écusson vaudois avec légende LIBERTE ET PATRIE, surmonté d'une couronne de chêne, flanqué de branche de chêne et de laurier. L'avers comporte deux variantes. Sur l'une d'elles, la signature SIBER se trouve à gauche et sur l'autre la signature est présente deux fois, à gauche et à droite de la pièce. Certaines pièces ont un point après 1845. | Avers : CANTON DE VAUD, 10 AOUT 1845, écusson vaudois avec légende LIBERTE ET PATRIE, surmonté d'une couronne de chêne, flanqué de branche de chêne et de laurier. L'avers comporte deux variantes. Sur l'une d'elles, la signature SIBER se trouve à gauche et sur l'autre la signature est présente deux fois, à gauche et à droite de la pièce. Certaines pièces ont un point après 1845. | Revers : CONFEDERATION SUISSE, 1 FRANC, Guerrier debout, tenant une hallebarde de la main gauche et un écusson portant l'inscription XXII CANT. Le revers comporte aussi deux variantes. Certaines ont un point à la fin de la mention XXII CANT. Les pièces qui ne comportent pas le point à la fin de cette mention ont un petit S à gauche de l'écusson et les pieds du guerrier sont à l'intérieur de la ligne horizontale et non au-dessus. | Revers : CONFEDERATION SUISSE, 1 FRANC, Guerrier debout, tenant une hallebarde de la main gauche et un écusson portant l'inscription XXII CANT. Le revers comporte aussi deux variantes. Certaines ont un point à la fin de la mention XXII CANT. Les pièces qui ne comportent pas le point à la fin de cette mention ont un petit S à gauche de l'écusson et les pieds du guerrier sont à l'intérieur de la ligne horizontale et non au-dessus. |                               |
| Masse 7,35 g en moyenne | Alliage Argent 914 ‰ | Diamètre 28 mm | Épaisseur |                               |
| Artiste(s) | Artiste(s) | Tranche Feuilles de laurier | Tranche Feuilles de laurier |                               |
| Millésimes 10 août 1845 (frappé en 1846) | Millésimes 10 août 1845 (frappé en 1846) | Tirage 8 226 pièces. Retirés en 1851 : 19 263 pièces de 10 Batz et 1 franc | Tirage 8 226 pièces. Retirés en 1851 : 19 263 pièces de 10 Batz et 1 franc |                               |
| | | | |                               |
| Remarques – La date du 10 août 1845 fait référence à la constitution vaudoise de cette date. Elle fut remise comme prix pour le tir au fusil organisé lors de la fête civique du 9 août 1846. | | | |                               |
| 1 Franc, canton de Vaud | | | |                               |

#### 5 Batz
| \| 5 Batz, type 1804, canton de Vaud \|                                       | \| 5 Batz, type 1804, canton de Vaud \|                                       | \| 5 Batz, type 1804, canton de Vaud \|                                                 | \| 5 Batz, type 1804, canton de Vaud \|                                                 | \| 5 Batz, type 1804, canton de Vaud \| |
| ----------------------------------------------------------------------------- | ----------------------------------------------------------------------------- | --------------------------------------------------------------------------------------- | --------------------------------------------------------------------------------------- | --------------------------------------- |
|                                                                               |                                                                               |                                                                                         |                                                                                         |                                         |
| Avers : CANTON DE VAUD, 1804, écusson vaudois avec légende LIBERTE ET PATRIE. | Avers : CANTON DE VAUD, 1804, écusson vaudois avec légende LIBERTE ET PATRIE. | Revers : 5 BATZ dans un anneau noué entouré de vigne et de blé.                         | Revers : 5 BATZ dans un anneau noué entouré de vigne et de blé.                         |                                         |
| Masse 4,35 g en moyenne                                                       | Alliage Argent 671 ‰                                                          | Diamètre 26 mm                                                                          | Épaisseur 1 mm                                                                          |                                         |
| Artiste(s)                                                                    | Artiste(s)                                                                    | Tranche                                                                                 | Tranche                                                                                 |                                         |
| Millésimes 1804                                                               | Millésimes 1804                                                               | Tirage 1804 : 1 826. Au total 561 586 pièces. Retirés en 1851 : 513 498 pièces au total | Tirage 1804 : 1 826. Au total 561 586 pièces. Retirés en 1851 : 513 498 pièces au total |                                         |
| 5 Batz, type 1804, canton de Vaud                                             |                                                                               |                                                                                         |                                                                                         |                                         |

| \| 5 Batz, type 1805, canton de Vaud \|                                                    | \| 5 Batz, type 1805, canton de Vaud \|                                                    | \| 5 Batz, type 1805, canton de Vaud \|                                                   | \| 5 Batz, type 1805, canton de Vaud \|                                                   | \| 5 Batz, type 1805, canton de Vaud \| |
| ------------------------------------------------------------------------------------------ | ------------------------------------------------------------------------------------------ | ----------------------------------------------------------------------------------------- | ----------------------------------------------------------------------------------------- | --------------------------------------- |
|                                                                                            |                                                                                            |                                                                                           |                                                                                           |                                         |
| Avers : CANTON DE VAUD, millésime, écusson vaudois avec légende LIBERTE ET PATRIE, palmes. | Avers : CANTON DE VAUD, millésime, écusson vaudois avec légende LIBERTE ET PATRIE, palmes. | Revers : 5 BATZ dans un anneau noué entouré de vigne et de blé.                           | Revers : 5 BATZ dans un anneau noué entouré de vigne et de blé.                           |                                         |
| Masse 4,35 g en moyenne                                                                    | Alliage Argent 671 ‰                                                                       | Diamètre 26 mm                                                                            | Épaisseur 1 mm                                                                            |                                         |
| Artiste(s)                                                                                 | Artiste(s)                                                                                 | Tranche                                                                                   | Tranche                                                                                   |                                         |
| Millésimes 1805 et 1806                                                                    | Millésimes 1805 et 1806                                                                    | Tirage 1805 : inconnu, au total 561 586 pièces. Retirés en 1851 : 513 498 pièces au total | Tirage 1805 : inconnu, au total 561 586 pièces. Retirés en 1851 : 513 498 pièces au total |                                         |
| 5 Batz, type 1805, canton de Vaud                                                          |                                                                                            |                                                                                           |                                                                                           |                                         |

| \| 5 Batz, type 1807, canton de Vaud \|                                                    | \| 5 Batz, type 1807, canton de Vaud \|                                                    | \| 5 Batz, type 1807, canton de Vaud \|                                                               | \| 5 Batz, type 1807, canton de Vaud \|                                                               | \| 5 Batz, type 1807, canton de Vaud \| |
| ------------------------------------------------------------------------------------------ | ------------------------------------------------------------------------------------------ | --- | --- | --------------------------------------- |
|                                                                                            |                                                                                            | | |                                         |
| Avers : CANTON DE VAUD, millésime, écusson vaudois avec légende LIBERTE ET PATRIE, palmes. | Avers : CANTON DE VAUD, millésime, écusson vaudois avec légende LIBERTE ET PATRIE, palmes. | Revers : 5 BATZ dans un anneau noué entouré de vigne et de blé.                                       | Revers : 5 BATZ dans un anneau noué entouré de vigne et de blé.                                       |                                         |
| Masse 4,35 g en moyenne                                                                    | Alliage Argent 671 ‰                                                                       | Diamètre 26 mm                                                                                        | Épaisseur 1 mm                                                                                        |                                         |
| Artiste(s)                                                                                 | Artiste(s)                                                                                 | Tranche Cannelures                                                                                    | Tranche Cannelures                                                                                    |                                         |
| Millésimes 1807, 1810-1814                                                                 | Millésimes 1807, 1810-1814                                                                 | Tirage 1807, 1810-1814 : inconnu, au total 561 586 pièces. Retirés en 1851 : 513 498 pièces au total. | Tirage 1807, 1810-1814 : inconnu, au total 561 586 pièces. Retirés en 1851 : 513 498 pièces au total. |                                         |
| 5 Batz, type 1807, canton de Vaud                                                          |                                                                                            | | |                                         |

| \| 5 Batz, type du concordat, canton de Vaud \|                                                    | \| 5 Batz, type du concordat, canton de Vaud \|                                                    | \| 5 Batz, type du concordat, canton de Vaud \|                                                 | \| 5 Batz, type du concordat, canton de Vaud \|                                                 | \| 5 Batz, type du concordat, canton de Vaud \| |
| -------------------------------------------------------------------------------------------------- | -------------------------------------------------------------------------------------------------- | ----------------------------------------------------------------------------------------------- | ----------------------------------------------------------------------------------------------- | ----------------------------------------------- |
| | |                                                                                                 |                                                                                                 |                                                 |
| Avers : CANTON DE VAUD, Millésime, écusson vaudois avec légende LIBERTE ET PATRIE, palmes, 5.BATZ. | Avers : CANTON DE VAUD, Millésime, écusson vaudois avec légende LIBERTE ET PATRIE, palmes, 5.BATZ. | Revers : LES CANTONS CONCORDANTS DE LA SUISSE, Croix suisse décorées, lettre C au centre.       | Revers : LES CANTONS CONCORDANTS DE LA SUISSE, Croix suisse décorées, lettre C au centre.       |                                                 |
| Masse 4,35 g en moyenne                                                                            | Alliage Argent 671 ‰                                                                               | Diamètre 26 mm                                                                                  | Épaisseur 1 mm                                                                                  |                                                 |
| Artiste(s)                                                                                         | Artiste(s)                                                                                         | Tranche                                                                                         | Tranche                                                                                         |                                                 |
| Millésimes 1826-1831                                                                               | Millésimes 1826-1831                                                                               | Tirage 1826-1831 : inconnu, au total 561 586 pièces. Retirés en 1851 : 513 498 pièces au total. | Tirage 1826-1831 : inconnu, au total 561 586 pièces. Retirés en 1851 : 513 498 pièces au total. |                                                 |
| 5 Batz, type du concordat, canton de Vaud                                                          | |                                                                                                 |                                                                                                 |                                                 |

#### ¼ Franc
| \| ¼ Franc, canton de Vaud \|                                                                                      | \| ¼ Franc, canton de Vaud \|                                                                                      | \| ¼ Franc, canton de Vaud \|                        | \| ¼ Franc, canton de Vaud \|                        | \| ¼ Franc, canton de Vaud \| |
| --- | --- | ---------------------------------------------------- | ---------------------------------------------------- | ----------------------------- |
| | |                                                      |                                                      |                               |
| Avers : CANTON DE VAUD, Écusson vaudois avec branches de laurier, surmonté d'une couronne de chêne, signature BEL. | Avers : CANTON DE VAUD, Écusson vaudois avec branches de laurier, surmonté d'une couronne de chêne, signature BEL. | Revers : ¼ FRANC 1830, à l'intérieur d'une couronne. | Revers : ¼ FRANC 1830, à l'intérieur d'une couronne. |                               |
| Masse 1,782 g | Alliage Argent, titre inconnu                                                                                      | Diamètre 17,5 mm                                     | Épaisseur inférieure à 1 mm                          |                               |
| Artiste(s) | Artiste(s) | Tranche Feuilles de laurier                          | Tranche Feuilles de laurier                          |                               |
| Millésimes 1830 | Millésimes 1830 | Tirage Inconnu                                       | Tirage Inconnu                                       |                               |
| | |                                                      |                                                      |                               |
| Remarques – Rare, essai non-adopté                                                                                 | |                                                      |                                                      |                               |
| ¼ Franc, canton de Vaud                                                                                            | |                                                      |                                                      |                               |

#### 1 Batz
| \| 1 Batz, type 1804, canton de Vaud \| | \| 1 Batz, type 1804, canton de Vaud \|                                                   | \| 1 Batz, type 1804, canton de Vaud \|                                                      | \| 1 Batz, type 1804, canton de Vaud \|                                                      | \| 1 Batz, type 1804, canton de Vaud \| |
| --- | ----------------------------------------------------------------------------------------- | -------------------------------------------------------------------------------------------- | -------------------------------------------------------------------------------------------- | --------------------------------------- |
| Pièce de 1 batz (1807) et variante de 1805 avec palmes courtes. |                                                                                           |                                                                                              |                                                                                              |                                         |
| Avers : CANTON DE VAUD, Millésime, écusson Vaudois légende LIBERTE ET PATRIE avec palmes. | Avers : CANTON DE VAUD, Millésime, écusson Vaudois légende LIBERTE ET PATRIE avec palmes. | Revers : 1. Batz 10.RAP dans une couronne de blé et de vigne.                                | Revers : 1. Batz 10.RAP dans une couronne de blé et de vigne.                                |                                         |
| Masse 2,55 g en moyenne | Alliage Billon, Argent 160 ‰                                                              | Diamètre 25 mm                                                                               | Épaisseur inférieure à 1 mm                                                                  |                                         |
| Artiste(s) | Artiste(s)                                                                                | Tranche                                                                                      | Tranche                                                                                      |                                         |
| Millésimes 1804-1820 | Millésimes 1804-1820                                                                      | Tirage env. 5 400 000 pièces de 1 batz au total. Retirés en 1851 : 5 044 490 pièces au total | Tirage env. 5 400 000 pièces de 1 batz au total. Retirés en 1851 : 5 044 490 pièces au total |                                         |
| |                                                                                           |                                                                                              |                                                                                              |                                         |
| Remarques – Il subsiste plusieurs essais monétaires en argent et en billon de cette pièce. Les pièces millésimées 1805 et 1806 sont identiques à l'essai adopté de 1804 avec en plus une étoile * ajoutée après VAUD. Les pièces millésimées de 1807 à 1820 sont identiques à celles de 1805 et 1806 avec des palmes entourant l'écusson remontant jusqu'au-dessus de ce dernier. |                                                                                           |                                                                                              |                                                                                              |                                         |
| 1 Batz, type 1804, canton de Vaud |                                                                                           |                                                                                              |                                                                                              |                                         |

| \| 1 Batz, type du concordat, canton de Vaud \| | \| 1 Batz, type du concordat, canton de Vaud \|                                          | \| 1 Batz, type du concordat, canton de Vaud \|                                              | \| 1 Batz, type du concordat, canton de Vaud \|                                              | \| 1 Batz, type du concordat, canton de Vaud \| |
| --- | ---------------------------------------------------------------------------------------- | -------------------------------------------------------------------------------------------- | -------------------------------------------------------------------------------------------- | ----------------------------------------------- |
| Version de 1829 frappé sur une pièce du type précédent et version de 1832 avec palmes longues. |                                                                                          |                                                                                              |                                                                                              |                                                 |
| Avers : LES CANTONS CONCORDANTS DE LA SUISSE, Croix suisse décorées, lettre C au centre. | Avers : LES CANTONS CONCORDANTS DE LA SUISSE, Croix suisse décorées, lettre C au centre. | Revers : 1. Batz 10.RAP dans une couronne de blé et de vigne.                                | Revers : 1. Batz 10.RAP dans une couronne de blé et de vigne.                                |                                                 |
| Masse 2,55 g en moyenne | Alliage Billon, Argent 160 ‰                                                             | Diamètre 25 mm                                                                               | Épaisseur inférieure à 1 mm                                                                  |                                                 |
| Artiste(s) | Artiste(s)                                                                               | Tranche                                                                                      | Tranche                                                                                      |                                                 |
| Millésimes 1826-1832, 1834 | Millésimes 1826-1832, 1834                                                               | Tirage env. 5 400 000 pièces de 1 batz au total. Retirés en 1851 : 5 044 490 pièces au total | Tirage env. 5 400 000 pièces de 1 batz au total. Retirés en 1851 : 5 044 490 pièces au total |                                                 |
| |                                                                                          |                                                                                              |                                                                                              |                                                 |
| Remarques – Comme cela se faisait sur les pièces bernoises, les pièces vaudoises au type du concordat ont été frappées sur les pièces de l'ancienne série afin de ne pas surcharger la masse monétaire en billon, déjà trop importante. Sur les pièces millésimées de 1826 à 1830, les palmes entourant l'écusson grimpent à la hauteur du T de CANTON à gauche et du haut du millésime à droite. Sur les pièces millésimées de 1830 à 1834, les palmes sont plus hautes et à la hauteur du O de CANTON à gauche et à la hauteur du D de VAUD à droite. Le millésime 1830 comporte les deux variantes. |                                                                                          |                                                                                              |                                                                                              |                                                 |
| 1 Batz, type du concordat, canton de Vaud |                                                                                          |                                                                                              |                                                                                              |                                                 |

#### ½ Batz
| \| ½ Batz, type 1804, canton de Vaud \| | \| ½ Batz, type 1804, canton de Vaud \|                                                                 | \| ½ Batz, type 1804, canton de Vaud \|                          | \| ½ Batz, type 1804, canton de Vaud \|                          | \| ½ Batz, type 1804, canton de Vaud \| |
| --- | --- | ---------------------------------------------------------------- | ---------------------------------------------------------------- | --------------------------------------- |
| Versions avec et sans palmes | |                                                                  |                                                                  |                                         |
| Avers : CANTON DE VAUD, millésime, écusson vaudois avec légende LIBERTE ET PATRIE, palmes jusqu'en 1808 | Avers : CANTON DE VAUD, millésime, écusson vaudois avec légende LIBERTE ET PATRIE, palmes jusqu'en 1808 | Revers : ½ Batz 5.RAP dans une couronne de blé et de vigne.      | Revers : ½ Batz 5.RAP dans une couronne de blé et de vigne.      |                                         |
| Masse 1,90 g en moyenne | Alliage Billon, Argent 89 ‰                                                                             | Diamètre 23 mm                                                   | Épaisseur inférieure à 1 mm                                      |                                         |
| Artiste(s) | Artiste(s)                                                                                              | Tranche                                                          | Tranche                                                          |                                         |
| Millésimes 1804-1811, 1813-1814, 1816-1819 | Millésimes 1804-1811, 1813-1814, 1816-1819                                                              | Tirage env. 3 000 000 pièces. Retirés en 1851 : 2 464 118 pièces | Tirage env. 3 000 000 pièces. Retirés en 1851 : 2 464 118 pièces |                                         |
| | |                                                                  |                                                                  |                                         |
| Remarques – Il subsiste des essais monétaires de cette pièce. Deux variantes existent pour l'avers du millésime 1804. Dans la première, l'écusson n'est pas entouré de branches. Alors que dans la seconde, l'écusson est entre deux branches. Sur les deux variantes, l'essai adopté de 1804 comporte la mention CANTON DE VAUD. La version finale de 1804 est identique mais le nom du canton est entouré d'étoiles * CANTON DE VAUD *. La pièce millésimée 1805 est identique. Les pièces millésimées de 1806 à 1808 sont identiques à l'avers. Au revers, une accolade horizontale est ajoutée entre le mot BATZ et la mention 5. RAP. Les palmes accostant l'écusson sur l'avers sont retirées sur les millésimes de 1809 à 1819. | |                                                                  |                                                                  |                                         |
| ½ Batz, type 1804, canton de Vaud | |                                                                  |                                                                  |                                         |

#### 2½ Rappes
| \| 2½ Rappes, canton de Vaud, type 1809 \|                                    | \| 2½ Rappes, canton de Vaud, type 1809 \|                                    | \| 2½ Rappes, canton de Vaud, type 1809 \|                                     | \| 2½ Rappes, canton de Vaud, type 1809 \|                                     | \| 2½ Rappes, canton de Vaud, type 1809 \| |
| ----------------------------------------------------------------------------- | ----------------------------------------------------------------------------- | ------------------------------------------------------------------------------ | ------------------------------------------------------------------------------ | ------------------------------------------ |
| Avers et revers du type 1809                                                  |                                                                               |                                                                                |                                                                                |                                            |
| Avers : CANTON DE VAUD, 1809, écusson vaudois avec légende LIBERTE ET PATRIE. | Avers : CANTON DE VAUD, 1809, écusson vaudois avec légende LIBERTE ET PATRIE. | Revers : 2½ RAPPES dans une couronne.                                          | Revers : 2½ RAPPES dans une couronne.                                          |                                            |
| Masse 1,1 g en moyenne                                                        | Alliage Billon, Argent 41 ‰                                                   | Diamètre 18,5 mm                                                               | Épaisseur inférieure à 1 mm                                                    |                                            |
| Artiste(s)                                                                    | Artiste(s)                                                                    | Tranche                                                                        | Tranche                                                                        |                                            |
| Millésimes 1809                                                               | Millésimes 1809                                                               | Tirage env. 287 258 pièces au total. Retirés en 1851 : 32 428 pièces au total. | Tirage env. 287 258 pièces au total. Retirés en 1851 : 32 428 pièces au total. |                                            |
| 2½ Rappes, canton de Vaud, type 1809                                          |                                                                               |                                                                                |                                                                                |                                            |

| \| 2½ Rappes, canton de Vaud, type 1816 \|                                      | \| 2½ Rappes, canton de Vaud, type 1816 \|                                      | \| 2½ Rappes, canton de Vaud, type 1816 \|                                     | \| 2½ Rappes, canton de Vaud, type 1816 \|                                     | \| 2½ Rappes, canton de Vaud, type 1816 \| |
| ------------------------------------------------------------------------------- | ------------------------------------------------------------------------------- | ------------------------------------------------------------------------------ | ------------------------------------------------------------------------------ | ------------------------------------------ |
| Avers et revers du type 1816                                                    |                                                                                 |                                                                                |                                                                                |                                            |
| Avers : CANTON DE VAUD, 1816, branche et épi, écusson vaudois avec légende L&P. | Avers : CANTON DE VAUD, 1816, branche et épi, écusson vaudois avec légende L&P. | Revers : 2½ Rap. dans une couronne de lauriers.                                | Revers : 2½ Rap. dans une couronne de lauriers.                                |                                            |
| Masse 1,1 g en moyenne                                                          | Alliage Billon, Argent 41 ‰                                                     | Diamètre 18,5 mm                                                               | Épaisseur inférieure à 1 mm                                                    |                                            |
| Artiste(s)                                                                      | Artiste(s)                                                                      | Tranche                                                                        | Tranche                                                                        |                                            |
| Millésimes 1816                                                                 | Millésimes 1816                                                                 | Tirage env. 287 258 pièces au total. Retirés en 1851 : 32 428 pièces au total. | Tirage env. 287 258 pièces au total. Retirés en 1851 : 32 428 pièces au total. |                                            |
| 2½ Rappes, canton de Vaud, type 1816                                            |                                                                                 |                                                                                |                                                                                |                                            |

#### 1 Rappe
| \| 1 Rappe, canton de Vaud, type 1804 \|             | \| 1 Rappe, canton de Vaud, type 1804 \|             | \| 1 Rappe, canton de Vaud, type 1804 \|                                      | \| 1 Rappe, canton de Vaud, type 1804 \|                                      | \| 1 Rappe, canton de Vaud, type 1804 \| |
| ---------------------------------------------------- | ---------------------------------------------------- | ----------------------------------------------------------------------------- | ----------------------------------------------------------------------------- | ---------------------------------------- |
|                                                      |                                                      |                                                                               |                                                                               |                                          |
| Avers : CANTON DE VAUD, écusson vaudois avec palmes. | Avers : CANTON DE VAUD, écusson vaudois avec palmes. | Revers : 1 RAPPE 1804 dans une couronne.                                      | Revers : 1 RAPPE 1804 dans une couronne.                                      |                                          |
| Masse 0,65 g en moyenne                              | Alliage Billon, Argent 41 ‰                          | Diamètre 14 mm                                                                | Épaisseur inférieure à 1 mm                                                   |                                          |
| Artiste(s)                                           | Artiste(s)                                           | Tranche                                                                       | Tranche                                                                       |                                          |
| Millésimes 1804                                      | Millésimes 1804                                      | Tirage env. 211 220 pièces au total. Retirés en 1851 : 7 493 pièces au total. | Tirage env. 211 220 pièces au total. Retirés en 1851 : 7 493 pièces au total. |                                          |
| 1 Rappe, canton de Vaud, type 1804                   |                                                      |                                                                               |                                                                               |                                          |

| \| 1 Rappe, canton de Vaud, type 1807 \| | \| 1 Rappe, canton de Vaud, type 1807 \|             | \| 1 Rappe, canton de Vaud, type 1807 \|                                      | \| 1 Rappe, canton de Vaud, type 1807 \|                                      | \| 1 Rappe, canton de Vaud, type 1807 \| |
| --- | ---------------------------------------------------- | ----------------------------------------------------------------------------- | ----------------------------------------------------------------------------- | ---------------------------------------- |
| |                                                      |                                                                               |                                                                               |                                          |
| Avers : CANTON DE VAUD, écusson vaudois avec palmes. | Avers : CANTON DE VAUD, écusson vaudois avec palmes. | Revers : 1 RAPPE 1807 dans une couronne de chêne.                             | Revers : 1 RAPPE 1807 dans une couronne de chêne.                             |                                          |
| Masse 0,65 g en moyenne | Alliage Billon, Argent 41 ‰                          | Diamètre 14 mm                                                                | Épaisseur inférieure à 1 mm                                                   |                                          |
| Artiste(s) | Artiste(s)                                           | Tranche                                                                       | Tranche                                                                       |                                          |
| Millésimes 1807 | Millésimes 1807                                      | Tirage env. 211 220 pièces au total. Retirés en 1851 : 7 493 pièces au total. | Tirage env. 211 220 pièces au total. Retirés en 1851 : 7 493 pièces au total. |                                          |
| |                                                      |                                                                               |                                                                               |                                          |
| Remarques – Deux variantes existent pour le revers du millésime 1807. Dans la première, le 1 est sous les extrémités de la couronne. Alors que dans la seconde, le 1 est entre les extrémités de la couronne. |                                                      |                                                                               |                                                                               |                                          |
| 1 Rappe, canton de Vaud, type 1807 |                                                      |                                                                               |                                                                               |                                          |

### Billets de banque 1845 - 1910
La banque cantonale Vaudoise, ainsi que quelques banques régionales émettent des billets de banque. Ce droit s'éteint peu après la création de la banque nationale suisse en 1907. Ces billets sont actuellements très rares, et pour certains plus aucun exemplaire n'existe.
- Banque cantonale Vaudoise (Droit d'émission de décembre 1845 au 20 juin 1910)
  - Dès 1846: 100, 20, 10 et 5 écus de 5 francs Français
  - Dès 1856: 1 000, 500, 100, 50 et 20 francs
  - Dès 1857: 200[31], 20[31], 5 francs
  - Dès 1879: 1 000 francs[31]
- Banque populaire de la Broye (Droit d'émission de 1864 au 8 mars 1881)
  - Dès 1865: 20 et 10 francs
- Felix Marcel (Droit d'émission du 1er août 1843 au 8 août 1844)
  - Dès 1843: 100 francs (au total 800 billets)
- Philippe Genton & Co, Vevey (Droit d'émission: aux alentours de 1840)
  - Dès 1840: 100 francs[31]

### À partir de 1850
Système monétaire du franc suisse
Le taux officiel de change était de 1 nouveau franc pour 7 batz anciens (soit environ 1,43 franc nouveau pour un ancien franc ou 10 ancien batz).
La loi réglementant sévèrement la frappe des monnaies, les pièces émises par les autorités cantonales ou locales après 1850 sont toutes limitées dans le temps et dans l'espace.

#### Monnaies cantonales

##### Tir cantonal 1876
Une pièce de 5 francs a été émise à cette occasion.

##### Bicentenaire 2003

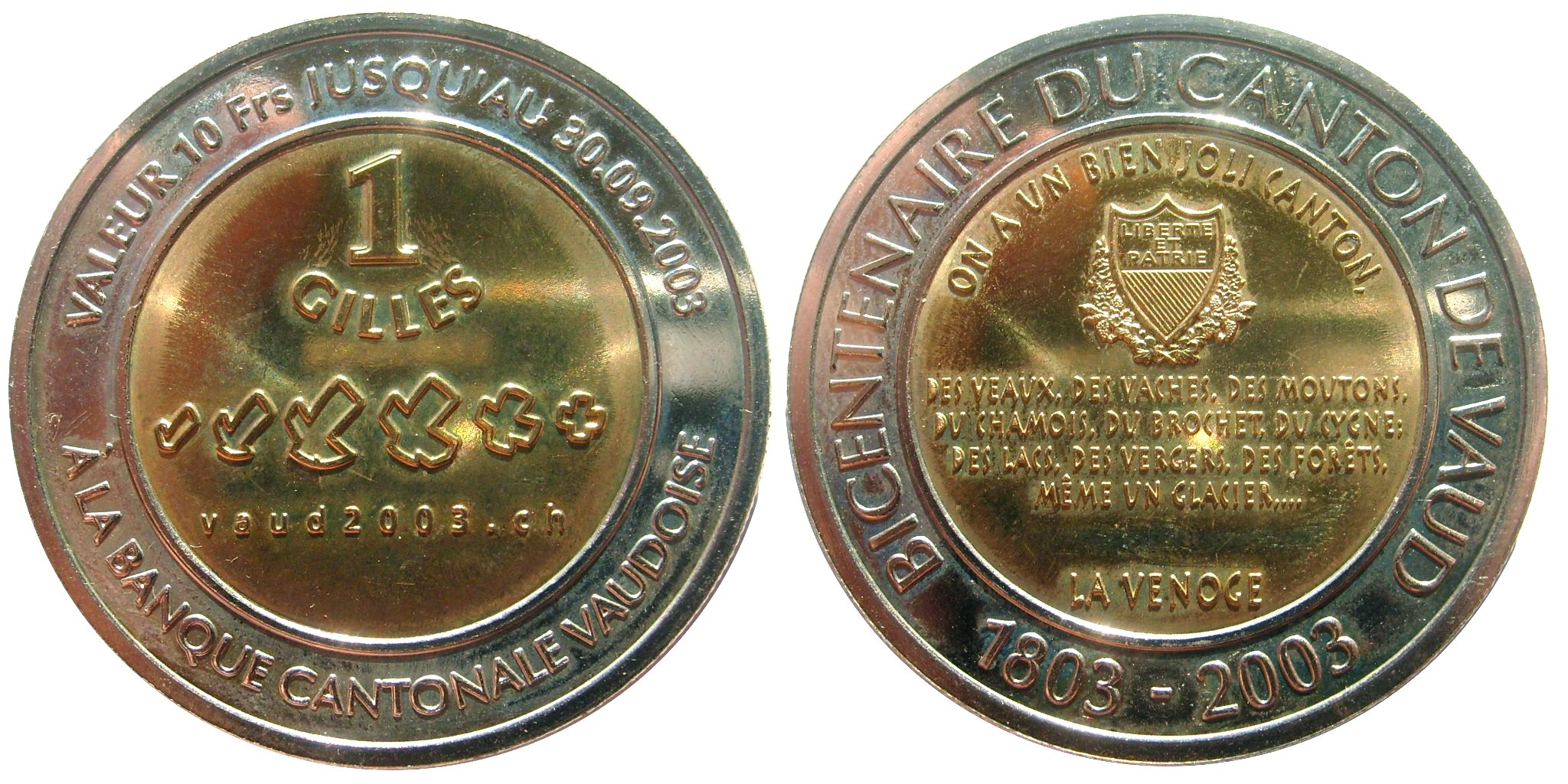
Pièce de 1 Gilles, Canton de Vaud, 2003

À l'occasion du bicentenaire du canton de Vaud en 2003, des pièces commémoratives de « 1 Gilles » (en hommage à Jean Villard, dit Gilles) ont été frappées d'une valeur nominale de 10 francs pour les pièces bimétalliques et en argent, et de 150 francs pour les pièces en or.

#### Monnaies régionales et locales

##### La Tour-de-Peilz

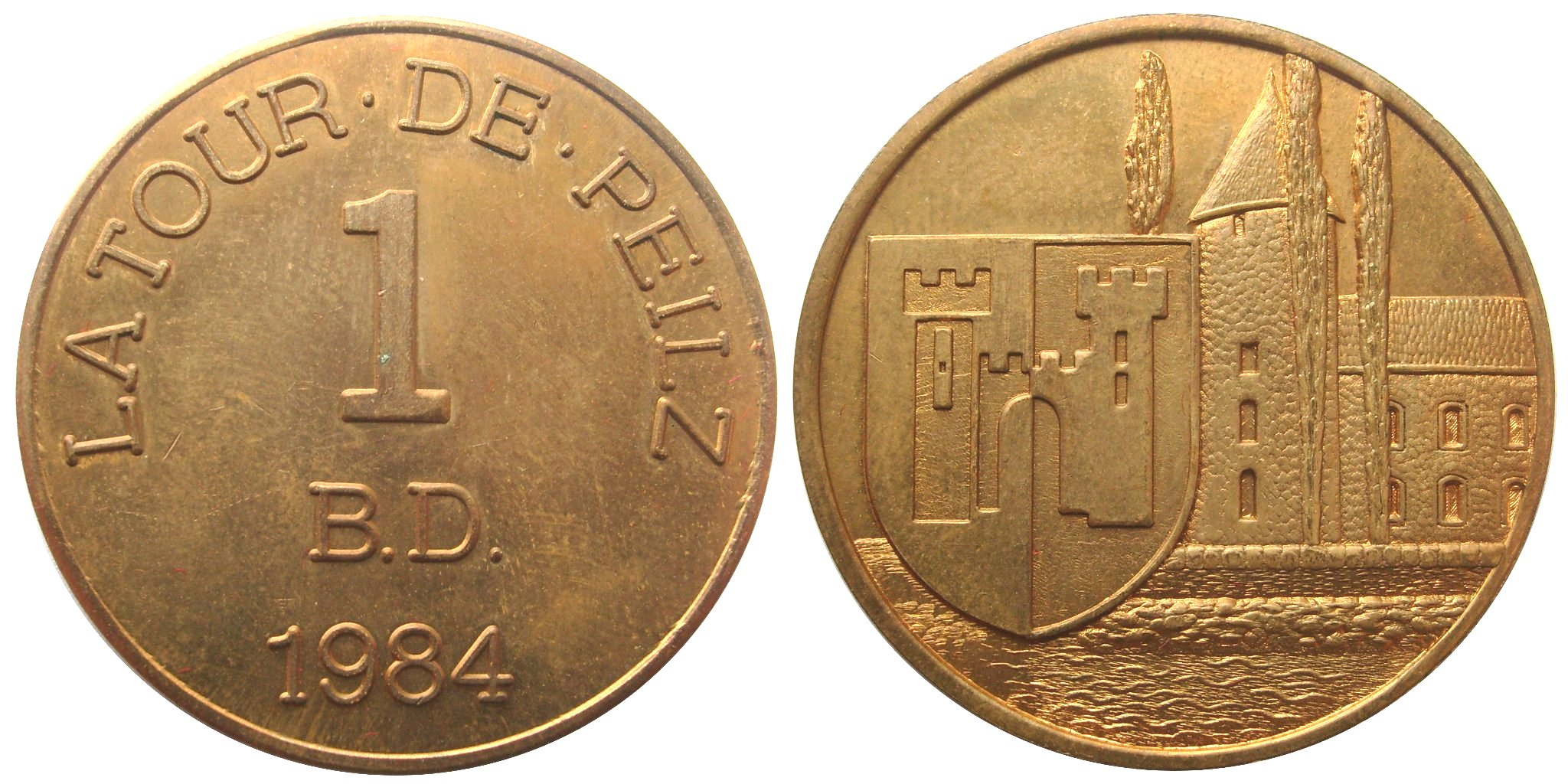
Pièce de 1 Boëland, La Tour-de-Peilz, 1984

La commune de la Tour-de-Peilz a émis des pièces libellées en « Boelands » en 1984.

##### Montreux

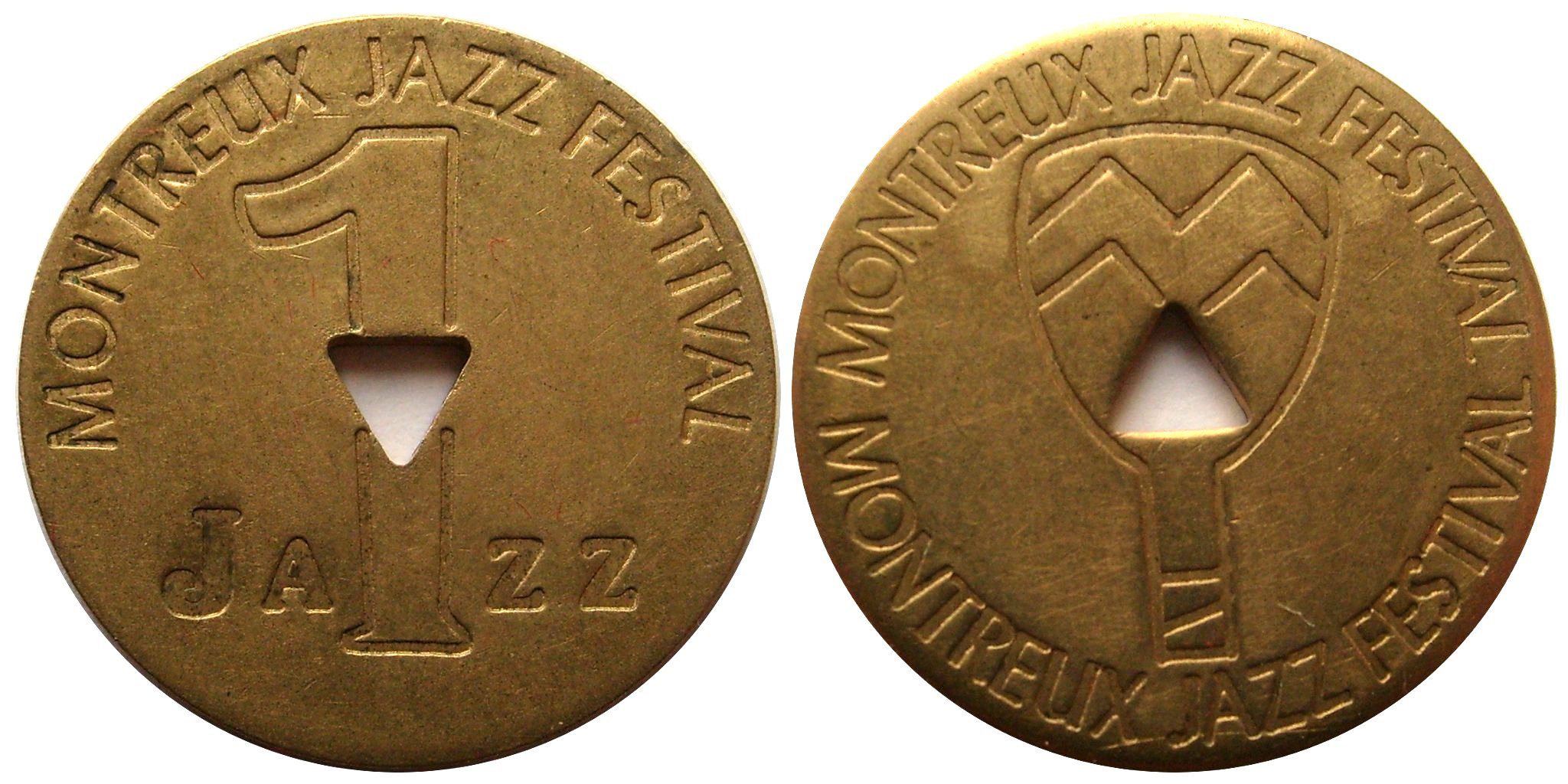
Pièce de 1 Jazz, Montreux, Suisse

Des pièces de « Jazz » ont été frappées pour le Festival de jazz de Montreux et utilisées de 1994 à 2006.

## Fausse-monnaie

### Rovray
En 1388 un faux-monnayeur fut condamné à Yverdon à être bouilli. Il est très probable que l'on ait retrouvé l'atelier de cet homme à Rovray en dessus d'Yvonand, dans la grotte dite du faux monnayeur, ou grotte de la Baumaz.

## Sources
- Leodegar Coraggioni: Münzgeschichte der Schweiz. Genève, 1896
- (de) Jürg Richter et Ruedi Kunzmann, Neuer HMZ-Katalog, 2 volumes, Gietl, Verlag, 6e édition, 2006
  - tome 1 : Die Münzen der Schweiz. Antik bis Mittelalter,  (ISBN 3-86646-508-4)
  - tome 2 : Die Münzen der Schweiz und Liechtensteins 15./16 Jahrhundert bis Gegenwart,  (ISBN 3-86646-504-1)
- (de + fr + en) Catalogue des monnaies. Suisse - Liechtenstein 1798-2007, 2007  (ISBN 3-905712-02-4)
- Arnold Morel-Fatio, Histoire monétaire de Lausanne
- Dimitri Dolivo, Les monnaies de l'Evêché de Lausanne, Berne, 1961 (catalogue des monnaies suisses 2).
- Bibliothèque historique Vaudoise XXXVIII, Monnaies au pays de Vaud, 1964
- Collectif, Les pays romands au Moyen Âge, 1997,  (ISBN 2-601-03190-5)
- Colin Martin, Trésors et trouvailles monétaires, Bibliothèque historique Vaudoise, 1973
- Collectif, Berns mächtige Zeit, Bern (BLMV & Stämpfli), 2006  (ISBN 978-3-7272-1276-5)
- Anne Geiser, "Les débuts du monnayage de l'Evêché de Lausanne et un denier inédit d'Henri de Lenzbourg (1039-1051/1056)", Bulletin des Amis du Musée monétaire, 20, 2007, p. 78-85,  (ISSN 1022-5382)
- Norbert Furrer, Vade-mecum monétaire vaudois XVIe – XVIIIe siècles, Lausanne, Antipodes, coll. « Outils pour les sciences humaines », 2010, 129 p. (ISBN 978-2-88901-047-9 et 2-88901-047-3)

1. 1 2 3  p. 24
2. ↑  p. 16
3. 1 2  p. 17
4. ↑  p. 13
5. ↑  pp. 13-14
6. ↑  pp. 14
7. ↑  p. 28
8. ↑  p. 29
9. ↑  p. 30
10. ↑  p. 33
11. ↑  p. 23
12. ↑  p. 26

- Collectif, Rod. Blanchet, Mélanges : Mémoire sur les monnaies des pays voisins du Léman, t. XIII, Lausanne, Georges Bridel, coll. « Mémoires et documents publiés par la Société d'histoire de la Suisse romande », 1853, 396 p. (lire en ligne), p. 171-349

1. ↑  p. 329
2. ↑  pp. 329-330
3. ↑  pp. 336-340
4. 1 2 3 4  p. 336
5. ↑  p. 324
6. 1 2 3 4 5 6 7 8 9 10 11 12 13 14 15 16 17  p. 335
7. 1 2  p. 337
8. ↑  p. 345
9. ↑  p. 349

- Frédéric Duboux, Patois vaudois : Dictionnaire, Oron-la-Ville, Association vaudoise des amis du patois, 2006, 375 p.

1. ↑  p. 30